# Ciudad Económica Rey Abdalá
Ciudad Económica Rey Abdalá (en árabe: مدينة الملك عبدالله اللإقتصادية‎) es un proyecto de gran magnitud que comenzó a desarrollarse en el año 2005 en Arabia Saudita. Esta futura ciudad se situará a lo largo el mar Rojo, unos 40 km al sur de Rabigh y a 40 km al norte de Yeda. Con un casco urbano total de 168 km², la ciudad estará entre las dos ciudades santas de La Meca y Medina y el núcleo comercial de Yida. Está diseñada para tener grandes edificios y rascacielos y ser una de las ciudades más importantes en Arabia Saudita y todo Oriente Medio. El coste del proyecto es aproximadamente 100 mil millones de riyales, 26.6 mil millones de dólares estadounidenses. Se prevé que la ciudad ejerza de centro económico para la juventud saudí. Las vías de acceso básicas de la ciudad serán un puerto con capacidad anual de 10 millones de TEU de contenedores, un aeropuerto internacional y una vía férrea que conectará a ciudades importantes de Arabia Saudita.
A 20 km se emplaza la Universidad de Ciencia y Tecnología Rey Abdalá.